# Hezbolah
Hezbolah (arabsko حزب الله, latinizirano: Ḥizbu 'llāh, izgovorjava [ħizbu‿lːaːh], dob. »Božja stranka«) je libanonska šiitska islamistična politična stranka in militantna skupina. Njeno paravojaško krilo se imenuje Svet džihada. Hezbolah je od leta 1992 do njegovega atentata v letalskem napadu na Bejrut septembra 2024 vodil generalni sekretar Hasan Nasralah.
Hezbolah so ustanovili libanonski verski kleriki, predvsem za boj proti izraelski invaziji na Libanon leta 1982. Prevzela je model, ki ga je po iranski revoluciji leta 1979 določil ajatola Ruholah Homeini. Od takrat so se med Iranom in Hezbolahom razvile tesne vezi. Organizacija je bila ustanovljena s podporo 1500 inštruktorjev Islamske revolucionarne garde (IRGC), pod svoj okvir pa je združila različne libanonske šiitske skupine v enotno organizacijo. Hezbolah je svojo ideologijo izoblikovala v manifestu leta 1985, objavljenem med libanonsko državljansko vojno, v katerem so bili opisani ključni cilji skupine: izgon zahodnih vplivov, uničenje Izraela, zvestoba vrhovnemu voditelju Irana in vzpostavitev islamistične vlade pod vplivom Irana, pri čemer je bila poudarjena samoodločba Libanona. Skupina naj bi bila odgovorna za bombne napade na ameriško veleposlaništvo ter ameriško in francosko vojašnico v Bejrutu leta 1983, pa tudi za poznejše napade, vključno z bombnimi napadi in ugrabitvami. Hezbolah je prav tako sodelovala v konfliktu v južnem Libanonu v letih 1985-2000 proti Južnolibanonski armadi in Izraelu ter se proti slednjemu borila tudi med libanonsko vojno leta 2006. V devetdesetih letih prejšnjega stoletja je Hezbolah novačila prostovoljce za boj v vojski Republike Bosne in Hercegovine med bosansko vojno. Od leta 2012 je Hezbolah vključena v sirsko državljansko vojno, kjer se je pridružila sirski vladi v boju proti sirski opoziciji, katere vstajo je Hezbolah opisala kot »vahabitsko-sionistično zaroto.« Med letoma 2013 in 2015 je organizacija v Siriji in Iraku razporedila svojo paravojaško vojsko za boj in usposabljanje lokalnih milic za boj proti Islamski državi.
Hezbolah je bila opisana kot »država v državi«, ki je zrasla v organizacijo s sedeži v libanonski vladi, radijsko in satelitsko televizijsko postajo, socialnimi storitvami in obsežno vojaško napotitvijo borcev zunaj meja Libanona. Od leta 1990 sodeluje v libanonski politiki v procesu, ki se opisuje kot libanonizacija Hezbolaha, pozneje pa je sodelovala tudi v libanonski vladi in se pridružila političnim zavezništvom. Po libanonskih protestih in spopadih v letih 2006-2008 je bila leta 2008 oblikovana vlada narodne enotnosti, v kateri so sodelovali Hezbolah in njeni opozicijski zavezniki. Avgusta 2008 je novi libanonski kabinet soglasno potrdil politično izjavo, ki priznava obstoj Hezbolaha kot oborožene organizacije in zagotavlja njeno pravico do »osvoboditve ali povrnitve okupiranih ozemelj« (kot je Šeba). Hezbolah je del libanonskega zavezništva 8. marec, ki nasprotuje zavezništvu 14. marec. Na libanonskih splošnih volitvah leta 2018 je Hezbolah dobila 12 sedežev, njeno zavezništvo pa je na volitvah zmagalo, saj je dobilo 70 od 128 sedežev v libanonskem parlamentu. Hezbolah je danes ključni akter v libanonskem političnem sistemu, njeno politično krilo, stranka Zvestoba uporniškemu bloku, pa ima 15 sedežev v libanonskem parlamentu. Podpora Hezbolaha v Libanonu je omejena, zlasti po tem, ko so organizacijo obtožili odgovornosti za eksplozijo v bejrutskem pristanišču leta 2020 in oviranja prizadevanj za ugotavljanje odgovornosti. Po raziskavi Arabskega barometra iz leta 2024 55 odstotkov Libanoncev skupini »sploh ne zaupa«. Podpora je še vedno skoncentrirana predvsem med šiiti.
Hezbolah se po izraelskem umiku iz južnega Libanona ni razorožil, kar je v nasprotju z resolucijo Varnostnega sveta ZN 1701. Od leta 2006 se je vojaška moč skupine znatno povečala, njeno paravojaško krilo je postalo močnejše od libanonske vojske. Več držav je celotno organizacijo ali samo njeno vojaško krilo označilo za teroristično organizacijo, vključno z večino zahodnih držav. Skupina trenutno prejema vojaško usposabljanje, orožje in finančno podporo iz Irana ter politično podporo iz Sirije, čeprav je sektaška narava sirske vojne škodovala legitimnosti skupine. Ohranja tesna zavezništva s koalicijo militantnih skupin pod vodstvom Irana v Gazi, Jemnu, Siriji in Iraku. Velja za najmočneje oboroženo nedržavno skupino na svetu, njena oborožena moč je bila leta 2016 ocenjena na raven srednje velike vojske. Leta 2021 je takratni vodja Hezbolaha Hasan Nasralah dejal, da ima skupina okoli 100.000 borcev.

## Zgodovina
V zgodnjih šestdesetih letih prejšnjega stoletja se je pričelo med šiitskimi muslimani v Libanonu živahno religiozno gibanje, ki se je zavzemalo za oživitev temeljnih principov islama. Glavni pobudnik in akter omenjenega dogajanja je bila šiitska duhovščina, izšolana v verski šoli v svetem iraškem mestu Najaf. Govori, pridige in kulturno dogajanje je bilo omejeno na mošeje, kjer se je šiitsko ljudstvo zbiralo okoli svojih verskih učiteljev. Na politično ter versko organiziranje in emancipacijo šiitov sta vplivala predvsem imam Musa al-Sadr in ajatola Sayed Muhamed Husein Fadlalah. Šiitski muslimani so bili v tistem obdobju najrevnejša in najmanj izobražena populacija v Libanonu. Poleg tega je večina (neizobraženega) šiitskega prebivalstva živela v najrevnejših predelih Libanona, kjer niso bili zagotovljeni niti osnovni pogoji za dostojno preživetje. Hkrati s temi razmerami se je pričela spreminjati demografska slika Libanona v korist šiitskih muslimanov. Šiitom ni uspelo premostiti velike socialne in ekonomske zaostalosti v primerjavi z sunitskimi muslimani in krščanskim maronitom. V teh razmerah šiitski duhovščini ni bilo težko vplivati na množice in jim vrniti upanje v boljšo prihodnost.
V tistem obdobju je bila edina resna politična in oborožena sila med šiiti milica Amal, ki je v libanonski državljanski vojni nastopala v največji meri z defenzivno taktiko bojevanja, vendar se s splošnimi političnimi zadevami ni ukvarjal (Kramer 1993, 541). Pomemben mejnik pri libanonskih šiitih predstavlja Iranska islamska revolucija, ki je februarja 1979 na oblast pripeljala ajatolo Homeinija. Iran je postal islamska republika, v kateri je bila vsa oblast v rokah iranskih šiitskih klerikov. Leta 1982 je prišlo do izraelske vojaške invazije na Libanon. Veliko šiitov se je v sklopu različnih palestinskih skupin in frakcij, ali pa pod poveljstvom sirske vojske, bojevalo zoper izraelsko vojsko. Zaradi teh usodnih dogodkov za šiitsko prebivalstvo v Libanonu, je vse bolj dozorevala zamisel o šiitski organizaciji, ki bi se na temelju iranske različice islama z orožjem (islamski jihad)  uprla izraelski zasedbi libanonskega ozemlja. Predvsem šiitski kleriki so po iranskem zgledu, želeli tudi v Libanonu islamsko republiko s šeriatskim pravom. Islamizacija Libanona in upor zoper sionistične (judovske) brezverce sta bili zmesi iz katerih je nastal Hezbolah.

## Cilji
Po živahnih razpravah znotraj islamskih skupin v Libanonu in aktivnem delovanju iranskih emisarjev na libanonskem ozemlju je bil končno sprejet dokument, na podlagi katerega je bilo izvoljenih devet članov, ki so na ustanovitvenem zasedanju osnovali temelje Hezbolaha. Hezbolah je svoj program in poglede na dogajanje v regiji prvič predstavil v tako imenovanem »Odprtem pismu«, ki ga je 16. februarja 1985 javno prebral strankin uradni glasnik Amin al-Sayed. Pismo je bilo razdeljeno na štiri poglavja: Identiteta, Boj, Cilji in »Beseda kristjanom«. 
1. Identiteta: Hezbolah je predstavnik gibanja, ki je slavilo zmago v Iranu in kot tako uboga povelja ajatola|ajatole Homeinija. Hezbolah ni zaprta libanonska stranka ali organizacija, ampak združba povezana z muslimani celega sveta. Ta povezava daje Hezbolahovemu vojaškemu aparatu neprecenljivo vrednost, neločljivo povezano s skupnostjo.
2. Boj: Hezbolah za svojega glavnega sovražnika proglasi »Združene države Amerike in njene zaveznike« ter sionistično entiteto, ki je uzurpirala »sveto palestinsko zemljo« (Palmer Harik). Po mnenju avtorjev pisma je potrebno Izrael dokončno uničiti, islamski odpor pa narediti še močnejši. V nadaljevanju so omenjeni še pokoli nad Palestinci in uničenja šiitskih domov ter mošej v predmestjih Bejruta. Za te zločine krivijo maronitsko krščansko milico in takratnega krščanskega predsednika Libanona Amina Gemayela. Zaradi tega je potrebno Američane in njihove zaveznike pregnati iz Libanona, krščanske milice pa kaznovati za njihove zločine nad muslimani in kristjani.
3. Cilji: so posvečeni predvsem notranji politiki. Dopustiti želijo možnost svobodne izbire oblike vladavine, obenem pa zagovarjajo tezo naj vsi izberejo islamsko vlado. Poudarjajo, da nikomur ne vsiljujejo islama in da ne želijo, da bi bil islam Libanonu vsiljen s silo, kakor to počnejo krščanski maroniti. Cilje želijo doseči z legalnimi sredstvi in vzpostaviti tak režim, ki ga bodo sprejeli vsi Libanonci. Najpomembnejši cilj Hezbolaha je popolnoma spremeniti sedanji nepravični režim vladanja v Libanonu. Zagovarjajo korenite reforme sedanjega režima, vendar ne pojasnjujejo kakšna in kako naj bi bila izvedena ta korenita reforma. Prav tako je za Hezbolah sprejemljivo končanje politične hegemonije kristjanov in povečanje muslimanskega vpliva v skladu z demografskimi spremembami. Hezbolah se je odrekel militantnemu jihadu in za svojo taktiko izbral politični jihad, vsaj kar se tiče socialne politične pravičnosti v državi. Če se je v prvih dveh poglavjih čutil vpliv vrhovnega jurista-teologa Homeinija, se v drugem delu pisma čuti Fadlalahov vpliv, ki je vedno poudarjal pomembnost odnosov s krščansko skupnostjo znotraj Libanona.
4. Besede kristjanom so zadnji del pisma, ki je namenjen odnosom z libanonskimi kristjani. Avtorji kritizirajo obnašanje krščanskih milic in njihovo politiko, ki temelji na fanatizmu, privilegijih in zavezništvu s svetovnimi imperialisti, predvsem z ZDA, Francijo in Izraelom. Ločijo med pripadniki krščanskih milic, ki so zagrešili zločine in miroljubnimi kristjani. V nadaljevanju pozovejo kristjane naj enakopravno sodelujejo v vladi skupaj z muslimani, kar kaže na prej omenjeno obliko »korenitih reform« političnega sistema, s tem pa tudi, vsaj začasen, pokop ideje o islamski republiki v Libanonu. S tem se je Hezbolah deklarativno postavil na stran Nacionalnega gibanja (National Movement), ki so ga v osemdesetih letih, sestavljali druzi, suniti, šiiti in levičarske sekularne skupine. Le-ti so nasprotovali obstoječim krščansko-muslimanskim elitam, ki so v tistem času obvladovale libanonski politični prostor in jasno predstavili temelj za kasnejšo transformacijo oziroma libanonizacijo Hezbolaha.

## Rekrutacija
Hezbolah je svoje članstvo črpal predvsem iz skupin libanonskega prebivalstva (Kramer 1993, 543-544). Najbolj se je zanašal na mlajšo šiitsko duhovščino, ki se je, tako kot njeni starejši kolegi, šolala v šiitskih svetih mestih v Iraku. V 70-ih letih so se iraški varnostni organi odločili, da iz države izženejo večino šiitskih študentov. Tako se je veliko libanonskih šiitov vrnilo na svoje domove. Šiitska duhovniška elita jih ni sprejela pod svoje okrilje, tako so se pridružili množici razočaranih ter brezpravnih v državi. Ko so leta 1982 iranski emisarji prišli v dolino Bekaa razglaševati islamsko revolucijo, so bili prav mladi šiitski kleriki med prvimi, ki so se odzvali njihovemu klicu ter zasedli vodilna mesta v Hezbolahu.
Velike šiitske družine iz doline Bekaa, ki so organizirane v klane so se znotraj gibanja Amal počutile zapostavljene saj so vodilni v Amalu izhajali iz južnega dela Libanona. Klani so imeli za glavni vir svojega dohodka trgovanje s prepovedanimi drogami, ki je bilo v razcvetu po oslabitvi oziroma propadu osrednje oblasti v Libanonu. Članstvo v Hezbolahu jim je ponujalo legitimiziranje njihovega statusa, kjer so pridobili neproporcionalno veliko mest v vodstvu te organizacije, ki jim je dopustila, da se še naprej ukvarjajo z njihovo dobičkonosno dejavnostjo. Prva dva generalna sekretarja Hezbolaha Tufaili in Musawi sta izhajala iz doline Bekaa.
Na drugi strani pa so se šiitski bojevniki z vojaškim znanjem in izkušnjami zaradi dejstva, da se izognejo revščini pridružili različnim palestinskim organizacijam v Libanonu in se skupaj z njimi bojevali proti izraelski vojski. Po izgonu Palestincev iz Libanona leta 1982 so izgubili zatočišče, ki jim ga ni dal niti šiitski Amal. Iranski emisarji so takoj spoznali vrednost teh, tedaj brezdelnih borcev, z dragocenimi vojaškimi izkušnjami in so jih brez težav uspeli pritegniti v vrste islamistične organizacije. Prebežniki iz Amala in iranski emisarji so se pri novačenju osredotočili predvsem na vojaški del, kjer so uspeli prepričati, zlasti mlajše poveljnike, ki v Amalu niso imeli možnosti za skorajšnje napredovanje. Za sodelovanje v Hezbolahu jih je pritegnilo predvsem dejstvo, da so jim ponudili višja poveljniška mesta.
Množice šiitov, ki niso pripadali nobeni formalni instituciji. Velika večina med njimi so bili revni begunci iz juga države, ki so se v velikem številu stekali v južna predmestja Bejruta, kjer so iskali boljše možnosti za preživetje. Nad Amalom in šiitsko duhovniško elito so bili razočarani, ker niso dovolj ščitili šiitskih interesov. Iranski emisarji so jim uspeli priskrbeti hrano, delo, denarna posojila, zdravila in druge ugodnosti. V zameno so Hezbolahu izkazovali lojalnost. Personifikacija krivic, ki so se jim dogajale je bil visok šiitski klerik Fadlalah, večkrat predstavljen v javnosti tudi kot duhovni mentor Hezbolaha. Fadlalah izhaja iz južnega Libanona od koder se je preselil v vzhodni Bejrut, nakar je leta 1976 kot begunec prebegnil v južno predmestje prestolnice, kjer je vzpostavljal šiitsko infrastrukturo. Mošeje, ki jih je tam zgradil in tudi vodil so postale glavno oporišče Hezbolaha v libanonski prestolnici.

## Organizacijska struktura
Posvetovalni svet in generalni sekretar (Majlis al-Shura ali krajše Shura) je najvišji organ Hezbolaha. Od prvega javnega nastopa Hezbolaha leta 1985 pa vse do leta 1989 je bila sestava tega kolektivnega organa prepuščena najvišjim religioznim avtoritetam v organizaciji. Število članov v Posvetovalnem svetu je bilo različno v posameznih obdobjih. Prav tako v tem času ni bilo nobenega voditelja ali predsedujočega svetu. V Odprtem pismu leta 1985 se je pojavila zahteva po ustanovitvi položaja uradnega glasnika organizacije, sčasoma pa se pojavijo tudi potrebe po spremembi organizacijske strukture Hezbolaha. Število članov Posvetovalnega sveta so omejili na devet članov izvoljenih za eno leto. Volilno pravico so imeli le najvišji predstavniki organizacije. Posvetovalni svet je izmed svojih članov izvolil generalnega sekretarja. Za prvega generalnega sekretarja Hezbolaha so 11. novembra 1989 izvolil šejka Subhija Tufailija.

### Odbori
Odbori Hezbolaha so podrejeni predvsem Posvetovalnemu svetu. Hezbolah ima pet odborov: Politični odbor, Izvršilni odbor, Parlamentarni odbor, Sodni odbor in Odbor za jihad. Na čelu vsakega odbora je eden izmed članov Posvetovalnega sveta:
- Politični odbor sestavljajo posamezniki odgovorni za politične zadeve, kot tudi člani Analitičnega komiteja. Njihova naloga je zagotavljati Posvetovalnemu svetu politične analize in spremljati odnose z različnimi političnimi gibanji in strankami v državi.
- Izvršilni odbor sestavljajo vodje enot (oddelkov), zadolženih za vprašanja kulture, izobraževanja, sociale, zaposlovanja in podobno. Člani so zadolženi tudi za aktivnosti in postopke, ki se tičejo zadev delovanja stranke. Prav tako nadzirajo številne strankine organizacije.
- Parlamentarni odbor sestavljajo Hezbolahovi poslanci v libanonskem parlamentu. Ti so med drugim zadolženi tudi za aktivno delovanje znotraj parlamentarne koalicije Zavezništvo za odpor, katere najpomembnejši člen je prav Hezbolah. Odbor se ukvarja tudi s proučevanjem v parlamentu predlagane zakonodaje, zasleduje potrebe volivcev, kot tudi skrbi za povezavo Hezbolaha z vlado in vladnimi telesi.
- Sodni odbor sestavljajo sodni predstavniki (strokovnjaki) z različnih področij, ki svetujejo Hezbolahovim članom glede sodb, raznih konfliktov ter prekrškov v okviru islamskega šeriatskega prava.
- Odbor za jihad sestavljajo osebe zadolžene za aktivnosti odpora, kar vključuje rekrutiranje, usposabljanje, opremljanje, varnostne zadeve in ostale dejavnosti povezane z odporom. Odbor za jihad, zadolžen za islamski odpor in islamsko sveto vojno je neposredno podrejen Posvetovalnemu svetu.

Vsak član posameznega odbora je vodja določene enote (oddelka) z določenimi pristojnostmi in odgovornostjo. Strokovnjaki poudarjajo naraščajočo pomembnost Hezbolahovega Oddelka za informiranje, ki nadzira lastno televizijo, radio in časopis. Ta oddelek je podrejen neposredno generalnemu sekretarju, njegov direktor pa je član Posvetovalnega sveta.

### Hezbolahove socialne in dobrodelne dejavnosti
Hezbolah prekaša vse druge podobne organizacije in stranke v Libanonu in tudi širše regiji v organiziranju socialnih in dobrodelnih dejavnosti ter drugih javnih služb. S tovrstnimi dejavnostmi se ukvarja zlasti na področjih naseljenih s šiitskimi muslimani. Prav tem »mirnodobnim« dejavnostim gre zasluga za priljubljenost Hezbolaha med širšo muslimansko populacijo, ki se Hezbolahu vrača v obliki podpore njegovim vojaško-gverilskim aktivnostim, prav tako pa tudi v obliki volilne podpore na volitvah. Čeprav gre največja zasluga za zelo razvejano mrežo teh ustanov iranski finančni pomoči, ki jo prejema Hezbolah, ne moremo zanikati izredno profesionalnih storitev in organiziranosti, ki bi ne bila mogoča brez natančnega načrtovanja in posebne pozornosti namenjene tem dejavnostim.

### Organizacija za rekonstrukcijo – Jihad al-Bina
Organizacija za rekonstrukcijo (Jihad al-Bina) je bila ustanovljena manj kot tri leta po ustanovitvi Hezbolaha. Prva naloga, zaupana tej organizaciji, je bila obnova, zaradi izraelskega bombardiranja uničenega mesta Bir al-Abed. Večji del dejavnosti te organizacije obsega obnova stavb in druge infrastrukture uničene zaradi izraelskega bojnega delovanja. Največ stavb potrebnih obnove je bilo v južnem Libanonu, kjer je prihajalo do največjih spopadov in prekomejnega obstreljevanja med izraelsko vojsko in proizraelsko južnolibanonsko milico SLA na eni in pripadniki Hezbolaha na drugi strani. Poleg tega organizacija sodeluje tudi pri obnovi domov v dolini Bekaa in drugih predelih Libanona ter pri sanaciji okolja in infrastrukture ter zaščiti civilnega prebivalstva ob naravnih nesrečah na področji kjer živijo šiiti. V mestih, zlasti v južnih predelih Bejruta, kjer komunalne infrastrukture takorekoč ni, organizacija zagotavlja prebivalstvu redno preskrbo z vodo in odvoz smeti.

### Zdravstvene, socialne in izobraževalne ustanove
Na zdravstvenem področju je Hezbolah ustanovil Islamsko zdravstveno organizacijo (Islamic Health Organization – IHO), ki upravlja z devetimi zdravstvenimi centri, z devetnajstimi ambulantami, od katerih so tri mobilne. Poudariti je treba, da so vse te zdravstvene ustanove nahajajo v glavnem na ruralnih območjih, kjer ni državnih bolnišnic, zato je njihova vloga toliko večja. IHO upravlja tudi z desetimi centri za civilno obrambo.

### Ustanova za ranjence (Institution for the Wounded)
Skrbi za zdravstveno nego in psihično zdravljenje borcev in civilistov, ki jih je prizadela vojna. Nega vključuje mesečno denarno nakazilo, zdravljenje in rehabilitacijo ter pripravo prizadetih za vključitev v družbo. Ustanova upravlja s štirimi zdravstvenimi, rehabilitacijskimi in rekreacijskimi centri na območjih Bejruta, južnega Libanona in doline Bekaa.

### Filantropska in socialna ustanova za mučenike (Philantropic and Social Martyrs' Institution)
Deluje neodvisno na finančni, operativni in upravljalni ravni. Ta ustanova skrbi za družine mučenikov (otroci, zakonci, starši) padlih v boju. Program skrbi zajema socialno skrb, zagotavljanje stanovanj, izobraževanja, oblačil, zdravstvenih storitev, drugih različnih socialnih potreb, ter služb otrokom, ko le-ti končajo šolanje. Ustanova nudi pomoč tudi družinam vojnih zapornikov.

### Odbor islamske filantropije (The Islamic Philantropic Committe)
Je prav tako finančno, operativno in upravljalno neodvisna institucija, ki ima na skrbi sirote, reveže, invalide, razseljene in starejše osebe v obliki zagotavljanja finančne pomoči, bivališča, hrane in izobraževanja. Med drugim upravlja s štirimi brezplačnimi šolami in tremi centri za otroke s posebnimi potrebami (Qassem 2005, 85). Hezbolah upravlja tudi s svojimi lastnimi osnovnimi in srednjimi šolami v katerih pouk poteka po državnem učnem načrtu, kateremu so dodane ure z religioznimi vsebinami. Poleg še nekaterih dobrodelnih in socialnih dejavnosti je Hezbolah s svojimi ustanovami zelo aktiven tudi na področjih, kjer je glavni vir preživetja kmetijstvo. Ti predeli naseljeni v veliki meri s šiitskim prebivalstvom se nahajajo v južnem Libanonu in v dolini Bekaa. Predvsem že omenjena organizacija Jihad al-Bina zagotavlja kmetovalcem potrebne stroje, tehnično pomoč in kmetijske svetovalce.

### Hezbolahova vojaško-gverilska organiziranost in teroristična dejavnost
Hezbolah je v javnosti najbolj znan po svoji teroristični in gverilsko-vojaški dejavnosti v Libanonu in tudi drugod po svetu. Obenem pa je organiziranost njegovih vojaško-gverilskih enot in obveščevalno-varnostnega aparata v javnosti skoraj neznana. V literaturi se pojavljajo različni podatki o organiziranosti in dejavnostih Hezbolaha, ki so dostikrat tudi protislovni in pomanjkljivi. Ta dejavnost nedvomno spada v Hezbolahov Odbor za jihad, ki je neposredno podrejen Posvetovalnemu svetu oziroma generalnemu sekretarju organizacije. Hezbolahovo vodstvo vedno znova poudarja neločljivo povezanost političnega in vojaškega krila organizacije. Zanimivo je, da to povezanost brez zadržkov sprejemata tudi ameriška in izraelska vlada, zato je organizacija kot celota na njunem seznamu terorističnih organizacij.

### Islamski odpor (al-Muqawama al-Islamiya)
Vojaško krilo Hezbolaha se imenuje Islamski odpor (Islamic Resistence oziroma arabsko: al-Muqawama al-Islamiya). Omenjena organizacija deluje predvsem na jugu Libanona v bližini izraelske meje. Nikoli ni bila prav številčna, vendar so njeni pripadniki vojaško zelo izurjeni in dobro oboroženi. Medtem ko nekateri viri navajajo, da Islamski odpor ni imel nikoli več kot 500 gverilcev, pa drugi trdijo, da enote Islamskega odpora sestavlja jedro 300 do 400 borcev in najmanj 1500 oboroženih simpatizerjev. Islamski odpor predstavlja Hezbolahov najpomembnejši del. Veliko kasnejših voditeljev Hezbolaha (generalni sekretarji, člani Posvetovalnega sveta in Hezbolahovih odborov) je prišlo na svoje položaje ravno iz vrst Islamskega odpora. V dolini Bekaa sta organizacijo obvladovala kasnejša generalna sekretarja Tufaili in Musavi. Medtem ko je bil prvi glavna povezava med Hezbolahom in Teheranom in z Iransko revolucionarno gardo, je drugi obvladoval Hezbolahovo varnostno-obveščevalno in vojaško krilo stranke (Islamski odpor). Na področju Bejruta je bil za vojaško in teroristično dejavnost odgovoren Nasralah, ki je vzdrževal stike z Iranom preko iranskega veleposlaništva v Bejrutu.

## Financiranje
Že od ustanovitve Hezbolaha je v javnosti znano, da predstavlja največji del njegovega proračuna finančni prispevek Irana. Natančna višina tega prispevka, niti višina Hezbolahovega proračuna ni znana. Ocenjuje se da je višina letnega proračuna Hezbolaha okoli 100 milijonov ameriških dolarjev, katerega večji del prihaja iz Irana. Iranski prispevek znaša povprečno 60 milijonov dolarjev letno in je odločilen za Hezbolahove aktivnosti na socialnem in finančnem področju znotraj šiitske skupnosti kar vključuje tudi versko šolstvo, bolnišnice, kmetijsko sodelovanje ter gradbene projekte (Ranstorp 1994, 317). Nobenega dvoma ni, da največji del svojega proračuna porabi Hezbolah za vojaški del organizacije (Islamski odpor, obveščevalno-varnostne strukture), kar vključuje nabavo orožja, plače za borce, zagotavljanje urjenja bojevnikov in podobno. Poleg tega se s tem financirajo tudi tekoči stroški delovanja stranke kot so najemnine, pisarniška oprema, plače za »civilne« uslužbence stranke itd.
Finančna podpora iz Irana prihaja po dveh glavnih kanalih. Prvi je financiranje iz iranskih vladnih institucij, ki poteka preko Iranske revolucionarne garde, katere pripadniki se nahajajo tudi v Libanonu in preko iranskega zunanjega ministrstva, predvsem preko iranskih veleposlaništev v Bejrutu in Damasku. Drugi kanal je financiranje s pomočjo iranskih polvladnih institucij. Po islamski revoluciji leta 1979 je Iran ustanovil številne dobrodelne ustanove, ki so pod nadzorom iranskega vodstva. Te ustanove imajo svoje izpostave tudi v Libanonu, in služijo »izvozu revolucije«, s tem da nudijo širok spekter finančne in socialne pomoči Hezbolahu in šiitom, ki so tej stranki blizu.
Poleg iranskega prispevka si je Hezbolah vse od svojega nastanka prizadeval ustvariti in razviti svoje lastne dodatne vire financiranja. Ti viri so v primerjavi z iransko podporo sicer skromnejši vendar nudijo Hezbolahu določeno samostojnost v delovanju in zmanjšujejo popolno finančno odvisnost od Irana. Omenjeni viri so:
- Zbiranje finančnih sredstev doma in v tujini. Hezbolah se ukvarja z zbiranjem finančnih sredstev v Libanonu kot tudi drugod po svetu; predvsem tam kjer živijo večje muslimanske šiitske skupnosti. S tem Hezbolah zbere nekaj milijonov dolarjev letno. V Libanonu poteka nabiranje sredstev preko Zveze za podporo Islamskemu odporu, ki deluje pod Hezbolahovim pokroviteljstvom. V tujini poteka ta dejavnost preko različnih dobrodelni fundacij in skladov ter preko lokalnih šiitskih centrov v šiitskih skupnostih po svetu. Največji središči zbiranja finančnih sredstev za Hezbolah izven Libanona se nahajata v zahodnoafriški državi Slonokoščena obala in v južnoameriškem »tromejnem« območju med Paragvajem, Argentino in Brazilijo. Tovrstna dejavnost poteka tudi v ZDA in v zahodni Evropi.
- Legalna podjetniška dejavnost. Hezbolah pridobiva finančna sredstva tudi s podjetniško dejavnostjo svojih podjetij ali dobrodelnih ustanov, ki delujejo pod njegovim pokroviteljstvom. Prav tako se posamezni operativci Hezbolaha ukvarjajo s podjetniško dejavnostjo, kot so na primer naftne transakcije, trgovanje z nepremičninami in drugimi manjšimi podjetniškimi dejavnostmi.
- Nelegalna (kriminalna) dejavnost doma in po svetu. Pripadniki Hezbolaha se ukvarjajo z dvema glavnima vrstama nelegalnih dejavnosti. V prvo spadata tihotapljenje prepovedanih opojnih drog in ponarejanje denarja, ki se izvajajo na področju doline Bekaa. Druga vrsta dejavnosti vključuje tihotapljenje cigaret, kraje avtomobilov in ponarejanje kreditnih kartic. *Pridobivanje sredstev iz državnega libanonskega proračuna. Hezbolah je s svojimi poslanci v libanonskem parlamentu upravičen do določenih sredstev iz državnega proračuna. Poleg tega Hezbolahova poslanska skupina v parlamentu večkrat prepriča libanonsko vlado, da financira tiste projekte iz državnega proračuna, katere sicer financira Hezbolah. V tem primeru gre za projekte na območjih, kjer živi šiitska populacija in kjer ima Hezbolah največjo podporo.

## Stopnja grožnje, ki jo skupina predstavlja
Glavni mejnik v Hezbolahovi zgodovini je okoli leta 1990, ko Hezbolah dejansko sprejme politično realnost, preneha s svojimi terorističnimi aktivnostmi. Sodeluje na volitvah, vojaško krilo pa preusmeri pozornost na boj zoper Izrael. Le ta v mnogo manjšem obsegu še vedno poteka vendar z drugačnimi sredstvi. Hezbolah se v novem tisočletju sooča z novimi izzivi, ki so jih prinesle nove okoliščine. Po izraelskem umiku iz Libanona leta 2000 se je pričelo tudi v libanonski javnosti pojavljati vprašabje razorožitve Hezbolaha, oziroma smisla obstoja njegovega oboroženega krila. Stranka se je pri nasprotovanju temu oprla na veliko naklonjenost domačega javnnega mnenja. Naslednji mejnik predstavlja globalni boj proti terorizmu, ki ga je prinesel 11. september 2001. Pritiski na Hezbolahove glavne mecene, Iran in Sirijo, so se povečali, kar je nenazadnje prineslo tudi umik sirske vojske iz Libanona. Na to je vplivalo seveda tudi ameriško in britansko posredovanje v Iraku ter posledično padec Huseina. S tem se je v Iraku povečal vpliv šiitskega dejavnika, kar bi lahko vplivalo tudi na izboljšanje položaja šiitov v Libanonu.

### Navedbe
1. ↑  »Fadlallah Hits Back at March 14 over Karam Release, Marouni Slams 'Treason Accusations'«. Naharnet. 18. april 2013.
2. 1 2 3  Philip Smyth (Februar 2015). The Shiite Jihad in Syria and Its Regional Effects (PDF) (poročilo). The Washington Institute for Near East Studies. str. 7–8. Arhivirano iz prvotnega spletišča (PDF) dne 2. aprila 2015. Pridobljeno 13. marca 2015.
3. 1 2 3  Dalacoura, Katerina (2012). »Islamist Terrorism and National Liberation: Hamas and Hizbullah«. Islamist Terrorism and Democracy in the Middle East. Cambridge: Cambridge University Press. str. 66–96. doi:10.1017/CBO9780511977367.004. ISBN 978-0-511-97736-7. LCCN 2010047275. S2CID 150958046.
4. ↑  Stepanova, Ekaterina (2008). Terrorism in Asymmetrical Conflict: Ideological and Structural Aspects (PDF). Oxford University Press. str. 113. Arhivirano iz prvotnega spletišča (PDF) dne 10. marca 2016.
5. ↑  Joshua L. Gleis; Benedetta Berti (2012). Hezbollah and Hamas: A Comparative Study. JHU Press. ISBN 978-1-4214-0671-8.
6. ↑  »Hezbollah, the Lebanese Sectarian State, and Sectarianism«. Middle East Institute. Pridobljeno 13. aprila 2017.
7. ↑  Bassel F, Salloukh (2015). »The Sectarian Image Reversed: The Role of Geopolitics in Hezbollah's Domestic Politics«. Middle East Political Pcience.
8. ↑  »Hezbollah and the Lebanese Popular Movement«.
9. ↑  Salamey, Imad; Pearson, Frederic (2007). »Hezbollah: A Proletarian Party with an Islamic Manifesto – A Sociopolitical Analysis of Islamist Populism in Lebanon and the Middle East«. Small Wars & Insurgencies. 18 (3): 416–438. doi:10.1080/09592310701674358. ISSN 0959-2318. S2CID 143896155.
10. ↑  Elie Alagha, Joseph (2011). Hizbullah's Documents: From the 1985 Open Letter to the 2009 Manifesto. Amsterdam University Press. str. 15, 20. ISBN 978-90-8555-037-2.
Shehata, Samer (2012). Islamist Politics in the Middle East: Movements and Change. Routledge. str. 176. ISBN 978-0-415-78361-3.
11. ↑  Husseinia, Rola El (2010). »Hezbollah and the Axis of Refusal: Hamas, Iran and Syria«. Third World Quarterly. 31 (5): 803–815. doi:10.1080/01436597.2010.502695. S2CID 219628295.
12. ↑  Levitt, Matthew (2013). Hezbollah: The Global Footprint of Lebanon's Party of God. Hurst Publishers. str. 356. ISBN 978-1-84904-333-5. Hezbollah's anti-Western militancy began with attacks against Western targets in Lebanon, then expanded to attacks abroad intended to exact revenge for actions threatening its or Iran's interests, or to press foreign governments to release captured operatives.
13. ↑  Hanhimäki, Jussi M.; Blumenau, Bernhard (2013). An International History of Terrorism: Western and Non-Western Experiences. Routledge. str. 267. ISBN 978-0-415-63540-0. Based upon these beliefs, Hezbollah became vehemently anti-West and anti-Israel.
14. ↑  Siegel, Larry J. (2012). Criminology: Theories, Patterns & Typology. Cengage Learning. str. 396. ISBN 978-1-133-04964-7. Hezbollah is anti-West and anti-Israel and has engaged in a series of terrorist actions including kidnappings, car bombings, and airline hijackings.
15. 1 2 3  »Who Are Hezbollah?«. BBC News. 21. maj 2008. Pridobljeno 15. avgusta 2008.
16. ↑  Julius, Anthony (2015). Trials of the Diaspora: A History of Anti-Semitism in England. Oxford University Press. ISBN 978-0-19-929705-4 – prek Google Books.
17. ↑  Michael, Robert; Rosen, Philip (2015). Dictionary of Antisemitism from the Earliest Times to the Present. Scarecrow Press. ISBN 978-0-8108-5868-8 – prek Google Books.
18. ↑  Perry, Mark (2015). Talking to Terrorists: Why America Must Engage with Its Enemies. Basic Books. str. 158. ISBN 978-0-465-01117-9.
19. ↑  »Analysis: Hezbollah's lethal anti-Semitism«. The Jerusalem Post. 12. november 2012.
20. ↑  »Hezbollah chief in new attack on same-sex relations«. France 24. 29. julij 2023.
21. ↑  Revolutions: A Worldwide Introduction to Political and Social Change. Routledge. 2015. str. 170. ISBN 978-1-317-26457-6.
22. ↑  »Interior Ministry releases numbers of votes for new MPs«. The Daily Star. 9. maj 2018. Arhivirano iz prvotnega spletišča dne 8. marca 2021. Pridobljeno 24. oktobra 2019.
23. 1 2  Faridi 2019, str. 2.
24. ↑    - Levitt, Matthew (2013). Hezbollah: The Global Footprint of Lebanon's Party of God. Hurst Publishers. str. 15. ISBN 978-1-84904-333-5. ... the Jihad Council coordinates 'resistance activity'.
  - Ghattas Saab, Antoine (15. maj 2014). »Hezbollah cutting costs as Iranian aid dries up«. The Daily Star. Pridobljeno 1. junija 2014. ... Hezbollah's military wing ... Known as the 'Jihad Council'
25. ↑  »IDF confirms Hezbollah leader Hassan Nasrallah killed in Beirut attack«. Jerusalem Post. 28. september 2024. Pridobljeno 28. septembra 2024.
26. ↑  Hirst, David (2010) Beware of Small States. Lebanon, battleground of the Middle East. Faber and Faber. ISBN 978-0-571-23741-8 p. 189
27. ↑  Adam Shatz (29. april 2004). »In Search of Hezbollah«. The New York Review of Books. 51 (7). Arhivirano iz prvotnega spletišča dne 22. avgusta 2006. Pridobljeno 14. avgusta 2006.
28. ↑  Dominique Avon, Anaïs-Trissa Khatchadourian, Hezbollah: A History of the "Party of God", Harvard University Press, 2012    ISBN 978-0-674-07031-8 pp. 21ff.
29. ↑  E. Azani, Hezbollah: The Story of the Party of God: From Revolution to Institutionalization, Springer, 2011   ISBN 978-0-230-11629-0 pp. 59–63
30. ↑  Mariam Farida, Religion and Hezbollah: Political Ideology and Legitimacy, Routledge, 2019  ISBN 978-1-000-45857-2 pp. 1–3.
31. ↑  Itamar Rabinovich (2008). Israel in the Middle East. UPNE. ISBN 978-0-87451-962-4. Pridobljeno 18. novembra 2010.
32. ↑  Itamar Rabinovich (2008). Israel in the Middle East. UPNE. ISBN 978-0-87451-962-4. Pridobljeno 18. novembra 2010.
33. ↑  Laverty, Rory; Lamothe, Dan (21. september 2024). »For Americans scarred by Beirut bombings, a measure of delayed justice«. The Washington Post. Hezbollah was founded in 1982, as violence against U.S. troops in Lebanon spiked. In addition to its roles in the major bombings of 1983, the militant group was involved in the bombing of the U.S. Embassy annex in Beirut in 1984 that killed 23 people, the hijacking of TWA Flight 847 in 1985 and the Khobar Towers attack in Saudi Arabia in 1996 that killed 19 U.S. airmen, according to the Office of the Director of National Intelligence.
34. ↑  Lopez, German (24. september 2024). »Israel's Strikes on Lebanon«. The New York Times. Hezbollah first gained international notoriety in 1983, when it blew up the American embassy in Beirut, Lebanon's capital, and later American and French barracks there.
35. ↑  Fisk, Robert (7. september 2014). »After the atrocities committed against Muslims in Bosnia, it is no wonder today's jihadis have set out on the path to war in Syria«. The Independent. Arhivirano iz prvotnega spletišča dne 17. julija 2018. Pridobljeno 25. marca 2016.
36. ↑  Al-Aloosy 2020, str. 163.
37. ↑  Barnard, Anne (3. januar 2014). »Mystery in Hezbollah Operatives Life and Death«. The New York Times. Arhivirano iz spletišča dne 3. januarja 2022.
38. ↑  Barnard, Anne (9. julij 2013). »Car Bombing Injures Dozens in Hezbollah Section of Beirut«. The New York Times. Pridobljeno 30. avgusta 2013. Hezbollah has portrayed the Syrian uprising as an Israeli-backed plot to destroy its alliance with Mr. Assad against Israel.
39. ↑  Liz Sly and Suzan Haidamous 'Lebanon's Hezbollah acknowledges battling the Islamic State in Iraq,' The Washington Post 16 February 2015.
40. ↑  Ali Hashem, arrives in Iraq Arhivirano 7 March 2016 na Wayback Machine.. Al Monitor 25 November 2014
41. ↑  »Iran-Syria vs. Israel, Round 1: Assessments & Lessons Learned«. Defense Industry Daily. 13. september 2013. Pridobljeno 19. februarja 2013.
42. ↑  Ebrahim, Nadeen (24. september 2024). »Hezbollah is not Hamas. Can Israel afford another all-out war?«. CNN. Pridobljeno 24. septembra 2024.
43. 1 2  Hubbard, Ben (20. marec 2014). »Syrian Fighting Gives Hezbollah New but Diffuse Purpose«. The New York Times. Arhivirano iz spletišča dne 3. januarja 2022. Pridobljeno 30. maja 2014. ... the fighting has also diluted the resources that used to go exclusively to facing Israel, exacerbated sectarian divisions in the region, and alienated large segments of the majority Sunni population who once embraced Hezbollah as a liberation force... Never before have Hezbollah guerrillas fought alongside a formal army, waged war outside Lebanon or initiated broad offensives aimed at seizing territory.
44. ↑  Deeb, Lara (31. julij 2006). »Hizballah: A Primer«. Middle East Report. Arhivirano iz prvotnega spletišča dne 19. oktobra 2011. Pridobljeno 31. maja 2011.
45. ↑  Goldman, Adam (28. maj 2014). »Hezbollah operative wanted by FBI dies in fighting in Syria«. The Washington Post. Pridobljeno 30. maja 2014. ... Hasan Nasrallah has called the deployment of his fighters to Syria a 'new phase' for the movement, and it marks the first time the group has sent significant numbers of men outside Lebanon's borders.
46. ↑  Ghattas, Kim (1. december 2006). »Political ferment in Lebanon«. BBC News. Pridobljeno 15. avgusta 2008.
47. ↑  Stern, Yoav; Issacharoff, Avi (10. maj 2008). »Hezbollah fighters retreat from Beirut after 37 die in clashes«. Haaretz. Arhivirano iz prvotnega spletišča dne 12. maja 2008. Pridobljeno 20. oktobra 2012.
48. ↑  »Hezbollah (a.k.a., Hizbollah, Hizbu'llah)«. Council on Foreign Relations. 13. september 2008. Arhivirano iz prvotnega spletišča dne 13. septembra 2008. Pridobljeno 15. septembra 2008.
49. ↑  Perry, Tom (22. maj 2018). »Factbox: Hezbollah and allies gain sway in Lebanon parliament«. Reuters.
50. ↑  Ajroudi, Asma. »Hezbollah and allies biggest winners in Lebanon polls«. Al Jazeera.
51. ↑  Research, Alma (18. maj 2022). »The Lebanese Parliament Elections (May 15, 2022) - Initial Results and Implications«. Alma Research and Education Center (v ameriški angleščini). Arhivirano iz prvotnega spletišča dne 7. oktobra 2024. Pridobljeno 30. septembra 2024.
52. ↑  Stroul, Dana (23. september 2024). »Israel and Hezbollah Are Escalating Toward Catastrophe«. Foreign Affairs (v ameriški angleščini). ISSN 0015-7120. Pridobljeno 29. septembra 2024.
53. ↑  »Fears grow of all-out Israel-Hezbollah war as fighting escalates«. The Guardian. 17. december 2023. Pridobljeno 27. decembra 2023.
54. ↑  »UN: Hezbollah has increased military strength since 2006 war«. Haaretz. 25. oktober 2007. Pridobljeno 5. septembra 2013.
55. ↑  Frykberg, Mel (29. avgust 2008). »Mideast Powers, Proxies and Paymasters Bluster and Rearm«. Middle East Times. Pridobljeno 31. maja 2011. And if there is one thing that ideologically and diametrically opposed Hezbollah and Israel agree on, it is Hezbollah's growing military strength.
56. ↑  Barnard, Anne (20. maj 2013). »Hezbollah's Role in Syria War Shakes the Lebanese«. The New York Times. Pridobljeno 20. junija 2013. Hezbollah, stronger than the Lebanese Army, has the power to drag the country into war without a government decision, as in 2006, when it set off the war by capturing two Israeli soldiers
57. ↑  Morris, Loveday (12. junij 2013). »For Lebanon's Sunnis, growing rage at Hezbollah over role in Syria«. The Washington Post. Arhivirano iz prvotnega spletišča dne 5. novembra 2013. Pridobljeno 20. junija 2013. ... Hezbollah, which has a fighting force generally considered more powerful than the Lebanese army.
58. ↑  Kanter, James; Rudoren, Jodi (22. julij 2013). »European Union Adds Military Wing of Hezbollah to List of Terrorist Organizations«. The New York Times. Pridobljeno 4. septembra 2013.
59. ↑  Roche, MaryClare; Robbins, Michael (12. julij 2024). »What the Lebanese People Really Think of Hezbollah«. Foreign Affairs (v ameriški angleščini). ISSN 0015-7120. Pridobljeno 28. septembra 2024.
60. ↑  Filkins, Dexter (30. september 2013). »The Shadow Commander«. The New Yorker. Pridobljeno 4. oktobra 2013. From 2000 to 2006, Iran contributed a hundred million dollars a year to Hezbollah. Its fighters are attractive proxies: unlike the Iranians, they speak Arabic, making them better equipped to operate in Syria and elsewhere in the Arab world.
61. ↑  »Hezbollah's Syrian Quagmires« (PDF). The Washington Institute for Near East Policy. Arhivirano iz prvotnega spletišča (PDF) dne 6. oktobra 2014. Pridobljeno 17. septembra 2014. By siding with the Assad regime, the regime's Alawite supporters, and Iran, and taking up arms against Sunni rebels, Hezbollah has placed itself at the epicenter of a sectarian conflict that has nothing to do with the group's purported raison d'être: 'resistance' to Israeli occupation.
62. ↑  Kershner, Isabel (10. marec 2014). »Israel Watches Warily as Hezbollah Gains Battle Skills in Syria«. The New York Times. Pridobljeno 30. maja 2014. ... the Lebanese group's image at home and in the broader Arab world has been severely damaged because it is fighting Sunni rebels in Syria while its legitimacy rested on its role in fighting Israel.
63. 1 2  Robinson, Lou (24. avgust 2024). »Hezbollah: What weapons does it have? A visual guide«. CNN. Pridobljeno 24. septembra 2024.
64. ↑  »Hezbollah: Not a terror group but a midsized army«. Haaretz. Avgust 2016. Arhivirano iz prvotnega spletišča dne 8. aprila 2022.
65. ↑  El Deeb, Sarah (18. oktober 2021). »Hezbollah leader declares his group has 100,000 fighters«. Associated Press News. Pridobljeno 21. oktobra 2021.

### Knjige
- Joseph Alagha (2006). The Shifts in Hizbullah's Ideology: Religious Ideology, Political Ideology. Amsterdam University Press. ISBN 978-90-5356-910-8.
- Tom Diaz, Barbara Newman (2005). Lightning Out of Lebanon: Hezbollah Terrorists on American Soil. Presidio Press. ISBN 978-0-345-47568-8.
- Ahmad Nizar Hamzeh (2004). In The Path Of Hizbullah. Syracuse University Press. ISBN 978-0-8156-3053-1.
- Judith Palmer Harik (2006). Hezbollah: The Changing Face of Terrorism. I.B. Tauris. ISBN 978-1-84511-024-6.
- Hala Jaber (1997). Hezbollah. Columbia University Press. ISBN 978-0-231-10834-8.
- Avi Jorisch (2004). Beacon of Hatred: Inside Hizballahs Al-Manar Television. Washington Institute for Near East Policy. ISBN 978-0-944029-88-6.
- Augustus Richard Norton (2000). Hizballah of Lebanon: Extremist Ideals vs. Mundane Politics. Council on Foreign Relations. Arhivirano iz prvotnega spletišča dne 20. julija 2006.
- Augustus Richard Norton (2007). Hezbollah: A Short History. Princeton University Press. ISBN 978-0-691-13124-5.
- Qassem, Naim (2005). Hizbullah: The Story from Within. Saqi Books. ISBN 978-0-86356-517-5.
- Amal Saad-Ghorayeb (2001). Hizbullah: Politics and Religion. Pluto Press. ISBN 978-0-7453-1793-9.
- Jamal Sankari (2005). Fadlallah: The Making of a Radical Shi'ite Leader. Saqi Books. ISBN 978-0-86356-596-0.

### Članki
- Natalia Antelava (2. junij 2006). »Inside Lebanese Hezbollah militia«. BBC News. Pridobljeno 24. julija 2009.

### Resolucije ZN o Hezbolahu
- UN Press Release SC/8181. UN. 2. september 2004.
- Lebanon: Close Security Council vote backs free elections, urges foreign troop pullout. UN. 2. september 2004.

### Druge povezave
- Is Hezbollah Confronting a Crisis of Popular Legitimacy? (PDF) Eric Lob, Crown Center for Middle East Studies, March 2014.
- Hezbollah. Arhivirano 28 October 2020 na Wayback Machine.: Financing Terror through Criminal Enterprise, Testimony of Matthew Levitt, Hearing of the Committee on Homeland Security and Governmental Affairs, United States Senate.
- Hizbullah's two republics by Mohammed Ben Jelloun, Al-Ahram, 15–21 February 2007.
- "Inside Hezbollah" – short documentary and extensive information from Frontline/World on PBS
- Hizbullah – the 'Party of God' – fact file at Ynetnews